# Hoornratelslang
De hoornratelslang, horen-ratelslang of sidewinder (Crotalus cerastes) is een slang uit de familie adders (Viperidae), en de onderfamilie groefkopadders (Crotalinae).

## Naam en indeling
De wetenschappelijke naam van de soort werd voor het eerst voorgesteld door Edward Hallowell in 1854. Later werd de wetenschappelijke naam Aechmophrys cerastes gebruikt.

## Naamgeving
Qua Nederlandse en wetenschappelijke naam lijkt deze soort erg op de hoornadder (Cerastes cerastes). De soortaanduiding cerastes is afkomstig van het Griekse κεράστης (kerástēs) en betekent vrij vertaald 'gehoornd'. De naam sidewinder betekent letterlijk "zijkantkronkelaar", naar de vreemde manier van voortbewegen van de slang.
De soort moet niet verward worden met de hoornadder (Cerastes cerastes), die zowel wat betreft Nederlandstalige als wetenschappelijke naam op deze soort lijkt. De hoornadder is echter geen groefkopadder, maar een echte adder (onderfamilie Viperinae), en heeft twee zeer lange 'hoorns' boven de ogen. De hoornratelslang heeft hier wel puntige uitsteekseltjes maar deze blijven veel kleiner.

## Uiterlijke kenmerken
De kleur is bruin, meestal zandkleurig tot beige met op het midden van de rug een rij bruine tot rode vlekken, aan de zijkanten hiervan enkele veel kleinere vlekken, die allemaal zwartomrand zijn en soms samenvloeien en grillige strepen vormen. Ook aan de zijkanten van de massieve kop zitten vlekken, en de staartpunt waar de ratel zit is zeer donkerbruin tot zwart. Deze soort is net zoals alle andere ratelslangen erg giftig maar waarschuwt voor een aanval door met de staartsegmenten te ratelen. Deze bestaan uit hoornige huidresten; de slang vervelt over het hele lijf, maar niet de ratel waardoor deze na iedere vervelling groter wordt, en jonge dieren hebben een heel kleine ratel.
Het is een van de weinige slangen die de ogen kan sluiten. Geen enkele slangensoort heeft oogleden, maar wel een doorzichtige schub over het oog die mee-vervelt. De hoornratelslang, die zich ingraaft als het te heet wordt maar ook ingegraven op prooien loert, heeft boven ieder oog een klein hoorntje. Als hij aan het graven is, drukt de hoorn iets naar beneden waardoor de oogschubben weggedrukt worden en de ogen niet kunnen beschadigen door het zand. De hoornratelslang bereikt een totale lichaamslengte van ongeveer 60 tot 70 centimeter, het is een van de kleinere ratelslangen. Het vrouwtje is kleiner dan het mannetje.

## Levenswijze
Het voedsel bestaat uit allerlei zoogdieren en reptielen zoals hagedissen, die het dier vanuit een hinderlaag aanvalt. De agressieve slang is dagactief in de lente en de rest van het jaar meestal nachtactief.
De vrouwtjes zetten geen eieren af maar zijn eierlevendbarend, de jongen komen levend ter wereld. In de nazomer worden zes tot twaalf jongen geboren.

## Verspreiding en habitat

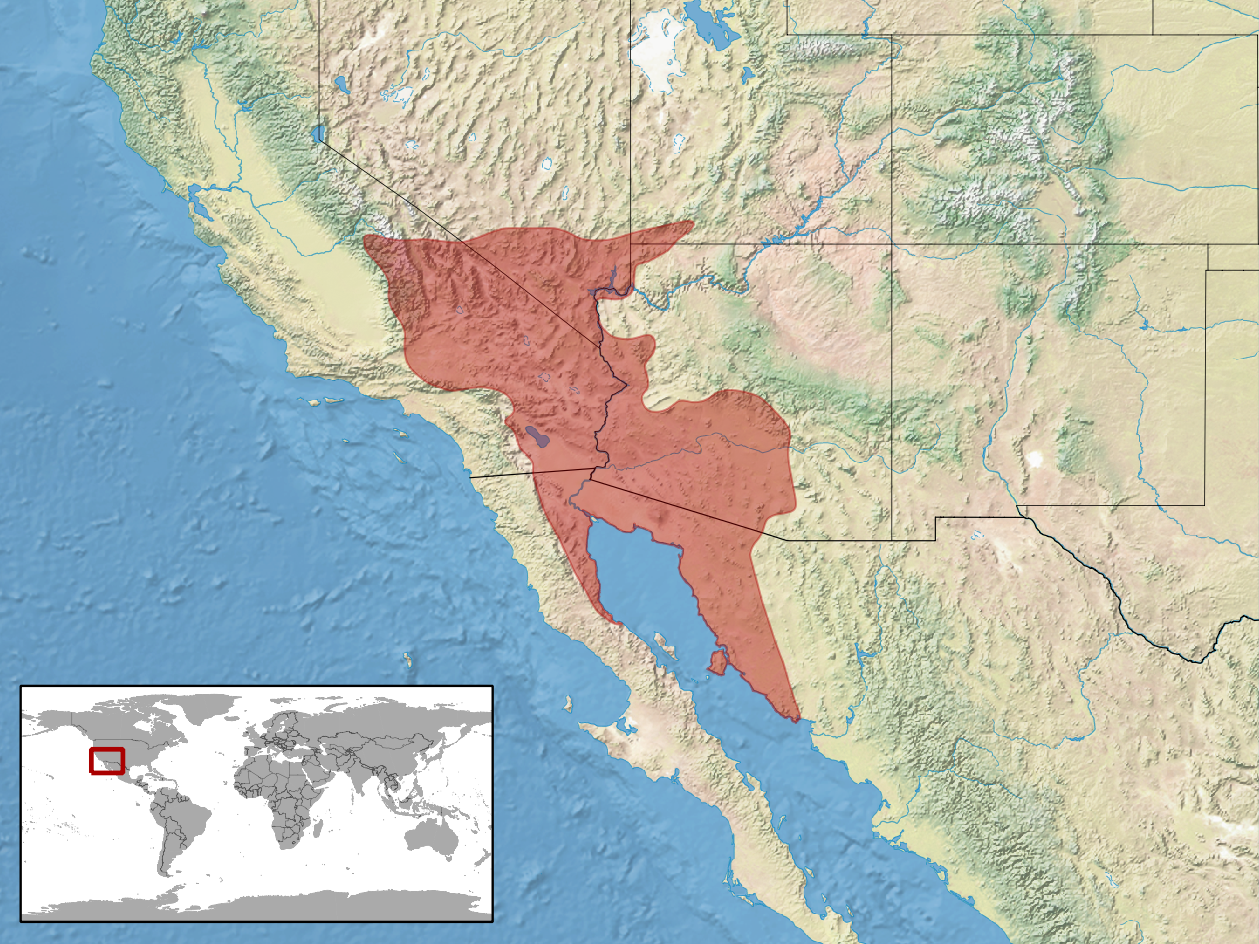
Verspreidingsgebied in het rood.

De hoornratelslang komt voor in delen van Noord-Amerika; het verspreidingsgebied omvat het zuiden van de Verenigde Staten en noordelijk Mexico. In de VS komt de adder voor in de staten Californië, Nevada, Arizona en Utah en in Mexico in de staten Baja California en Sonora. De habitat bestaat uit droge en hete woestijnen waar het zelfs voor de meeste reptielen te heet is.

## Voortbeweging
De naam 'sidewinder' slaat op de manier van voortbewegen, hoewel het niet de enige soort ratelslang is die zich op deze manier kan verplaatsen. Deze slang leeft in woestijnen en moet zich over het losse zand bewegen. Om zo min mogelijk in contact te komen met het hete zand heeft de hoornratelslang een aparte manier van voortbewegen ontwikkeld. Het lichaam lijkt namelijk een zijwaartse beweging te maken, maar komt toch vooruit. Dit geschiedt door de lichaamsspieren te gebruiken om zichzelf als het ware op te tillen, terwijl de oppervlakken die het zand raken juist omlaag worden geduwd. Ook kan de slang relatief snel opwaarts over het zand bewegen, de 'normale' zigzagbeweging van alle andere slangen werkt niet op een beklimming van het rulle zand. Hierbij worden vreemde, J-vormige afdrukken achtergelaten in het zand. Deze manier van voortbeweging wordt wel sidewinding genoemd.

## Beschermingsstatus
Door de internationale natuurbeschermingsorganisatie IUCN is de beschermingsstatus 'veilig' toegewezen (Least Concern of LC).

## Ondersoorten
De soort wordt verdeeld in drie ondersoorten die onderstaand zijn weergegeven, met de auteur en het verspreidingsgebied.
| Naam                           | Auteur               | Verspreidingsgebied                                                      |
| ------------------------------ | -------------------- | ------------------------------------------------------------------------ |
| Crotalus cerastes cerastes     | Hallowell, 1854      | Overige delen van het verspreidingsgebied                                |
| Crotalus cerastes cercobombus  | Savage & Cliff, 1953 | Mexico (Sonora), Verenigde Staten (Arizona)                              |
| Crotalus cerastes laterorepens | Klauber, 1944        | Mexico (Baja California, Sonora), Verenigde Staten (Californië, Arizona) |